# 소냐 (가수)
소냐(본명: 유손희, 1980년 11월 19일 ~ )는 대한민국의 가수이자 뮤지컬 배우이다.

## 학력
- 경운대학교 (학사)

## 음반 목록

### 정규 음반
1. Sonya All Best (1999.5.11)
2. Filling Up (2000.10.26)
3. N.A.Y.A. (2002.4.26)
4. Grim (2003.12.5)
5. A New Life (2005.9.27)

### 싱글 음반
1. 진짜 이별 (2012.12.17)
2. 살 수 있어요 (2013.11.29)
3. 오 나의 사랑 (2016.7.7)

## 뮤지컬
- 1999년 뮤지컬 페임 (카르멘 역) 예술의전당 토월극장
- 1999년 뮤지컬 페임 (카르멘 역) 호암아트홀
- 2000년 뮤지컬 페임 (카르멘 역) LG아트센터
- 2002년-2003년 뮤지컬 렌트 (미미 역) 예술의전당 토월극장
- 2003년-2004년 뮤지컬 페임 (카르멘 역) 올림픽공원 빅탑씨어터
- 2004년 뮤지컬 지킬 앤 하이드 (루시 역) 코엑스 오디토리움
- 2004년-2005년 뮤지컬 지킬 앤 하이드 (루시 역) 코엑스 오디토리움
- 2005년 뮤지컬 갓스펠 (쏘냐 역) 한전아트센터
- 2005년 뮤지컬 카르멘 더 뮤지컬 (카르멘 역) 유니버설아트센터
- 2006년 뮤지컬 지킬 앤 하이드 (루시 역) 국립극장 해오름극장
- 2006년 뮤지컬 마리아 마리아 - 미국 (마리아 역) Gerald W. Lynch Theater, NY
- 2006년 뮤지컬 마리아 마리아 (마리아 역) 예술의전당 토월극장
- 2007년 뮤지컬 웨스트 사이드 스토리 (마리아 역) 충무아트홀 대극장
- 2007년 뮤지컬 하드락카페 (셰리 역) 나루아트센터 대공연장
- 2008년 뮤지컬 더 라이프 (퀸 역) 한전아트센터
- 2008년 뮤지컬 마리아 마리아 (마리아 역) 나루아트센터 대공연장
- 2008년-2009년 뮤지컬 지킬 앤 하이드 (루시 역) LG아트센터
- 2009년 뮤지컬 영웅 (링링 역) LG아트센터
- 2010년 뮤지컬 소냐의 마리아 마리아 (마리아 역) 명보아트홀 가온홀
- 2010년 뮤지컬 잭 더 리퍼 (글로리아 역) 성남아트센터 오페라하우스
- 2010년-2011년 뮤지컬 지킬 앤 하이드 (루시 역) 샤롯데씨어터
- 2011년 뮤지컬 삼총사 (밀라디 역) 성남아트센터 오페라하우스
- 2012년 뮤지컬 잭 더 리퍼 (글로리아 역) 국립극장 해오름극장
- 2012년 뮤지컬 잭 더 리퍼 - 일본 (글로리아 역) 도쿄 아오야마극장
- 2012년-2013년 뮤지컬 아이다 (아이다 역) 디큐브아트센터
- 2013년 뮤지컬 잭 더 리퍼 (글로리아 역) 디큐브아트센터, 성남아트센터 오페라하우스
- 2013년-2014년 뮤지컬 삼총사 (밀라디 역) 세종문화회관 대극장, 성남아트센터 오페라하우스
- 2014년 뮤지컬 두 도시 이야기 (마담 드파르지 역) 국립극장 해오름극장
- 2014년 뮤지컬 조로 (이네즈 역) 충무아트홀 대극장
- 2014년-2015년 뮤지컬 지킬 앤 하이드 (루시 역) 블루스퀘어 삼성전자홀
- 2016년 뮤지컬 마리아 마리아 (마리아 역) 광림아트센터 BBCH홀
- 2019년 뮤지컬 잭 더 리퍼 (폴리 역)

## 그 외 활동

### 드라마
- 2011년 SBS 드라마 《더 뮤지컬》 - 추정원 역

### 예능 프로그램
- 2012년 KBS2 《불후의 명곡 2》
- 2015년 MBC 《미스터리 음악쇼 복면가왕》 - 제12대 복면가왕 사랑은 연필로 쓰세요
  - 사랑은 연필로 쓰세요로 출연한 소냐는 1라운드 듀엣곡에서 우리의 소리를 찾아서와 《하얀 겨울》을 선곡했다. 상대가 운동선수이다보니 가볍게 2라운드에 올라갈수 있었다.
  - 2라운드에 올라서자, 연필은 《진달래꽃》을 선곡하며 본색을 드러내기 시작했다. 발랄과 깜찍함을 마음껏 표현했던 1라운드와 정반대로 락 실력을 발휘했다. 3라운드에서는 다시 잔잔한 발라드를 선곡했다.
- 2018년 JTBC 《차이나는 클라스》 게스트

## 수상 내역
- 2004년 제10회 한국뮤지컬대상 여자신인상